# Стайп, Майкл
Джон Майкл Стайп (англ. John Michael Stipe; род. 4 января 1960) — американский автор-исполнитель, продюсер, фотограф и активист, наиболее известный как лид-вокалист группы R.E.M.

## Ранние годы
Стайп родился 4 января 1960 года в Декейтере, штат Джорджия в семье Марианны и Джона Стайпов. Его отец был военным, в связи с чем семья часто переезжала. Своё детство Стайп провёл в Германии, а также штатах Техас, Иллинойс, Алабама и Джорджия. У него есть младшая сестра, Линда (род. 1962), ранее возглавлявшая собственную музыкальную группу Hetch Hetchy. В 1978 году Стайп окончил старшую школу в Коллинсвилле, Иллинойс, и поступил в университет Джорджии, где изучал фотографию и изобразительное искусство.

## Карьера
Будучи студентом, Стайп часто посещал музыкальный магазин «Wuxtry» в Атенсе, где познакомился с работавшим в нём Питером Баком, с которым решил основать группу. Вскоре к ним присоединились Майк Миллз и Билл Берри. В качестве названия группы коллектив выбрал название R.E.M., которое Стайп случайно нашёл в словаре. В 1980 году все четверо участников группы выбыли из университета, чтобы сосредоточиться на музыке.
Группа выпустила свой дебютный сингл «Radio Free Europe». Он имел успех на радио в колледже. Группа подписала контракт с I.R.S. Records на выпуск мини-альбома Chronic Town год спустя. В 1983 году R.E.M. выпустили свой дебютный альбом Murmur, который был высоко оценен критиками. Вокал и тексты песен Стайпа привлекли особое внимание слушателей. Альбом выиграл рейтинг критиков «Альбом года» журнала Rolling Stone, опередив Thriller Майкла Джексона. Их второй альбом, Reckoning, вышел в 1984 году.
В 1985 году R.E.M. отправились в Англию, чтобы записать свой третий альбом Fables of the Reconstruction. Это был сложный процесс, который чуть ли не привел группу к распаду. После его выхода отношения в группе оставались напряженными. Набирая вес и ведя себя эксцентрично, Стайп позже сказал о том периоде: Я был на пути к тому, чтобы сойти с ума. В том году они гастролировали в Канаде и по всей Европе, за это время Стайп обесцвечивал свои светлые волосы.
В период 1990-1992 годов Стайп был связан с группой Chickasaw Mudd Puppies. Он был сопродюсером и участвовал в записи их двух альбомов: White Dirt (1990) и 8 Track Stomp (1991).
В 1994 году Стайп планировал сотрудничество со своим другом, Куртом Кобейном, солистом Nirvana, в попытке выманить его из дома, наркомании и депрессии. Однако, им не удалось ничего сочинить или записать до смерти Кобейна. Стайп стал крестным отцом дочери Кобейна и Кортни Лав, Фрэнсис Бин Кобейн. Группа записала песню «Let Me In» и посвятила ее Кобейну.
Стайп когда-то был очень близок с рок-певицей Натали Мерчант и записал с ней несколько песен, в том числе одну под названием «Photography», которая появилась на благотворительном альбоме Born to Choose.
В середине 1990-х он подружился с Тори Амос и записал с ней дуэт под названием «It Might Hurt a Bit» для саундтрека к фильму «Дон Жуан де Марко».
В 1998 году Стайп опубликовал сборник под названием Two Times Intro: On the Road with Patti Smith. В 2006 году он выпустил мини-альбом In The Sun для фонда помощи пострадавшим от урагана Катрина, который включал шесть различных кавер-версий песни Джозефа Артура. Одна версия, записанная в сотрудничестве с Крисом Мартином из Coldplay, заняла первое место в канадском чарте синглов. Также в 2006 году Стайп записал песню «Broken Promise» на лейбле Placebo release Meds. В 2006 году он исполнил песню «L'Hôtel» на трибьют-альбоме Сержа Генсбура под названием Monsieur Gainsbourg Revisited, а также записал песню «One Day It Will Please Us to Remember Even This» на альбоме New York Dolls. 
Он сотрудничал с брендом Lacoste в 2008 году и выпустил свою собственную коллекцию поло. Он исполнил «Losing My Religion» с Крисом Мартином в Мэдисон-Сквер-Гарден и собрал деньги для помощи пострадавшим от урагана Сэнди. Новая запись от Стайпа с участием Кортни Лав была показана в 2013 году. Он также создал саундтрек к фильму «Холодные земли» (2013), который снял его друг, режиссер Том Гилрой.
10 апреля 2014 года Стайп ввел группу Nirvana в «Зал славы рок-н-ролла». В 2017 году он дебютировал со своей первой сольной композицией на Moogfest. Позже в том же году он выступил с Fischerspooner с новой песней «Have Fun Tonight». 24 марта 2018 года Стайп выпустил сольную песню «Future, If Future», за которой последовала «Your Capricious Soul» 5 октября 2019 года. Песня «Drive to the Ocean» была выпущена к его 60-летию 4 января 2020 года.
Стайп увлекается фотографией и носит с собой фотоаппарат с подросткового возраста. Будучи подростком он фотографировал шоу с участием Ramones, The Runaways и Queen. В 2018 году он выпустил альбом своих фотографий под названием Volume 1, в которой было представлено 35 фотографий таких знаменитостей, как Ривер Феникс и Курт Кобейн.
В 2019 году он сотрудничал с Аароном Десснером и группой Big Red Machine над синглом «No Time For Love Like Now». Песня была закончена и выпущена в 2020 году во время пандемии COVID-19.

## Личная жизнь
В 1983 году Стайп познакомился с Натали Мерчант из группы 10,000 Maniacs. У них завязалась дружба, которая переросла в романтические отношения.
В 1992 году Стайп и голливудская актриса Дрю Бэрримор стали крёстными родителями дочери Курт Кобейна и Кортни Лав Фрэнсис Бин Кобейн.
В 1994 году он сказал, что не считает себя геем, натуралом или бисексуалом и что у него были отношения как с мужчинами, так и с женщинами. В 2001 году Стайп рассказал, что на тот момент у него были отношения с «удивительным человеком» в течение трех лет.
В 1999 году автор Дуглас Мартин опубликовал роман «Очерк моего возлюбленного», в котором рассказчик имеет шестилетние романтические отношения с неким вокалистом успешной рок-группы из Атенса, штат Джорджия. Книга широко обсуждалась, и позже ее автор подтвердил, что она основана на реальных отношениях между ним и Стайпом.
Стайп живет со своим давним партнером, фотографом Томасом Дозолом, в Нью-Йорке и Берлине.

## Дискография
Здесь перечислены записи без группы R.E.M.
- 1989: Kid Fears (с группой Indigo Girls)
- 1991: I’ll give you my skin (с группой Indigo Girls)
- 1991: You Woke Up My Neighbourhood (с Billy Bragg)
- 1992: Trout (с Нене Черри)
- 1994: Your Ghost (с Kristin Hersh)
- 2001: некоторые песни с альбома Two группы Utah Saints[англ.]
- 2002: Greenfields (с Faultline)
- 2006: Broken Promise (с Placebo)
- 2006: In the Sun (с Coldplay — версия доступна только через iTunes Store)